# José Mercedes
José Miguel Mercedes Santana (nacido el 5 de marzo de 1971 en El Seibo) es un ex lanzador dominicano que jugó en las Grandes Ligas de Béisbol para los Cerveceros de Milwaukee, Orioles de Baltimore y Expos de Montreal de 1994 a 2003. En la actualidad está retirado,recibió un homenaje en 2022 de parte de las Estrellas Orientales(Lidom) ].